# George Clooney
George Timothy Clooney (n. 6 mai 1961, Kentucky, SUA) este un actor, producător, scenarist și regizor de film american. A obținut Premiul Oscar pentru cel mai bun actor în rol secundar în anul 2006.

## Carieră
Clooney a echilibrat performanțele sale din mari superproducții cu locul de muncă ca un producător și director comercial în spatele proiectelor comerciale mai riscante, precum și activist social și liberal. La 31 ianuarie 2008, Organizația Națiunilor Unite l-a numit pe Clooney "Mesager al Păcii".

## Roluri

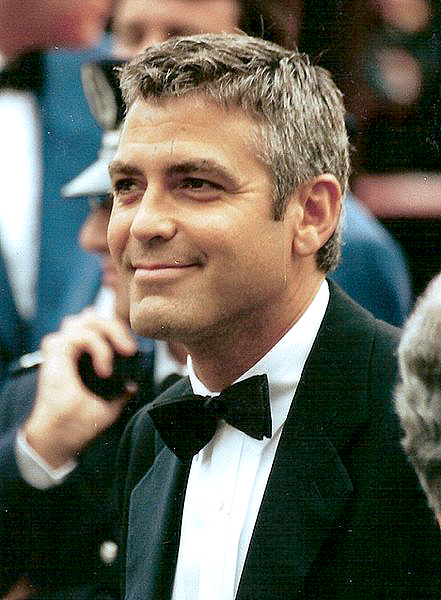
George Clooney la Festivalul Internațional de Film de la Cannes, 2000

Primul său rol important a fost în 1984 în sitcomul de scurtă durată E/R (a nu se confunda cu ER, drama în care Clooney, de asemenea, a jucat un deceniu mai târziu). El a jucat un îngrijitor în seria The Facts of Life. El a jucat rolul unui detectiv pe nume Bobby într-un episod din Golden Girls.
După ce a părăsit ER, Clooney a jucat în importante succese la Hollywood, cum ar fi The Perfect Storm și O Brother, Where Art Thou?. În 2001, el a făcut echipă cu Soderbergh din nou pentru Ocean's Eleven, un remake al anilor 1960, Rat Pack filmul cu același nume. Până în ziua de astăzi, acesta rămâne cel mai comercial film de succes a lui Clooney , câștigând mai mult de 444 milioane dolari în întreaga lume. Filmul a dat naștere la două continuări în care a jucat Clooney, Ocean's Twelve în 2004 și Ocean's Thirteen în 2007. În 2001, Clooney a fondat studioul de producție Secțiunea Opt cu Steven Soderbergh. Clooney este în general considerat Chief Actor.
El și-a făcut debutul regizoral în 2002 cu Confessions of a Dangerous Mind, o adaptare a autobiografiei producătorului de televiziune Chuck Barris. Deși filmul nu a ieșit bine la box-office, directorul Clooney a fost lăudat printre critici și spectatori deopotrivă.
În 2005, Clooney a jucat în Syriana, care sa bazat vag pe fostul agent CIA, Robert Baer și memoriile sale de când era agent în Orientul Mijlociu. În același an a regizat, produs și jucat în Good Night, and Good Luck, un film despre un jurnalist de televiziune Edward R. Murrow din anii 1950 (război celebru de cuvinte cu senatorul Joseph McCarthy). Ambele filme au avut aclamații critice.
La Premiilor Oscar din 2006, Clooney a fost nominalizat pentru Cel mai bun regizor și Cel mai bun scenariu original pentru Good Night, precum și Good Luck, precum și ca cel mai bun actor în rol secundar pentru Syriana. El a devenit prima persoană din istorie care urmează să fie nominalizat la Oscar pentru că a regizat un film și a jucat în altul în același an.El va continua să câștige pentru rolul său în Syriana.
Clooney a apărut în The Good German, un film regizat de Soderbergh.

## Succese
Clooney, de asemenea, a primit Premiul Cinematecii Americane, în octombrie 2006, un premiu care onorează un artist din industria de divertisment care a făcut "o contribuție semnificativă la arta imaginilor în mișcare". Pe 22 ianuarie 2008, Clooney a fost nominalizat pentru cel mai bun actor pentru rolul său în Michael Clayton, dar a pierdut în favoarea lui Daniel Day-Lewis pentru There Will Be Blood.
După succesul pentru Good Night, and Good Luck, Clooney a spus că planifică să aloce mai multă energie pentru regizare. El a spus că industria de regie este "o industrie mare în care să îmbătrânești" Clooney a regizat filmul Leatherheads, în care a și jucat. Clooney este auto-peiorativ în interviuri, spunând pentru STV, în aprilie 2008, că Leatherheads, unul din filmele sale mai slabe, este un strigăt "pentru pace". În același interviu, întrebat despre reconcilierea George Clooney actor și regizor George Clooney, el a spus "Există o mulțime de ego-ului acolo ... așa că am doar să-i scot pe actori."
Clooney a jucat alături de Ewan McGregor și Kevin Spacey în The Men Who Stare At Goats, care a fost regizat de prietenul lui Grant Heslov și lansat în noiembrie 2009. De asemenea, în 2009, Clooney va juca în Up in the Air, stabilit pentru decembrie. Acesta a fost regizat de Helmer Juno Jason Reitman.
Clooney este reprezentat de Bryan Lourd, Co-președinte al Creative Artists Agency (CAA).

## Filmografie
- From Dusk till Dawn (1996)
- One Fine Day (1996)
- Batman & Robin (1997)
- Three Kings (1999)
- The Perfect Storm (2000)
- O Brother, Where Art Thou? (2000)
- Ocean's Eleven (2001)
- Solaris (2002)
- Ocean's Twelve (2004)
- Good Night, and Good Luck (2005)
- Syriana (2005)
- Michael Clayton (2007)
- Ocean's Thirteen (2007)
- Leatherheads (2008)
- Fantastic Mr. Fox (2009)
- The Men Who Stare At Goats (2009)
- The American (2010)
- The Ides of March (2011)
- The Descendants (2011)
- The Monuments Men (2014)
- A Very Murray Christmas (2015) - În rolul său